# Włodzimir
Włodzimir – staropolskie imię męskie. Składa się ze słów Włodzi- – „panuje” i -mir – „pokój”.
Włodzimir imieniny obchodzi 16 stycznia, 19 kwietnia, 15 lipca, 11 sierpnia, 18 sierpnia i 25 września.
Znane osoby noszące imię Włodzimir:
- Władimir Albicki
- Wołodymyr Kłyczko – bokser
- Wołodymyr Czechiwski – ukraiński działacz społeczny i polityczny, premier Ukraińskiej Republiki Ludowej, jeden z założycieli Ukraińskiej Autokefalicznej Cerkwi Prawosławnej
- Uładzimir Karatkiewicz – białoruski pisarz, poeta, dramaturg
- Władimir Putin – prezydent i były premier Rosji
- Uładzimier Piczeta – białoruski historyk i archeolog
- Uładzimir Siemaszka – białoruski polityk, pierwszy wicepremier Białorusi od grudnia 2003
- Wołodymyr Zełeński – prezydent Ukrainy, satyryk i aktor

Żeński odpowiednik: Włodzimira